# John Gibson Lockhart
John Gibson Lockhart, född 1794, död 1854 på Abbotsford, var en skotsk skriftställare och tidningsman.
Lockhart inträdde 1816 i advokatståndet och blev 1817 medarbetare i Blackwood's Magazine, då tories i Skottland uppsatte denna tidskrift som motvikt mot det inflytelserika whigorganet Edinburgh Review. 
Samma år översatte han Friedrich Schlegels Geschichte der alten und neuen Literatur. Lockhart äktade 1820 Walter Scotts äldsta dotter. 
1825 flyttade han till London och övertog efter Gifford redaktionen av den konservativa tidskriften Quarterly Review, vilken han ledde till 1853. Lockhart svängde skoningslöst kvickhetens gissel över sina motståndare.